# Марон (міфологія)
Марон (грец. Μάρωνας) — син Еванта, жрець Аполлона у фракійському місті Ісмар; дав Одіссеєві вино, яким той напоїв Поліфема. Належав до почту Діоніса як син або дядько бога; вважався героєм, покровителем солодкого вина.